# Model al Organizației Națiunilor Unite

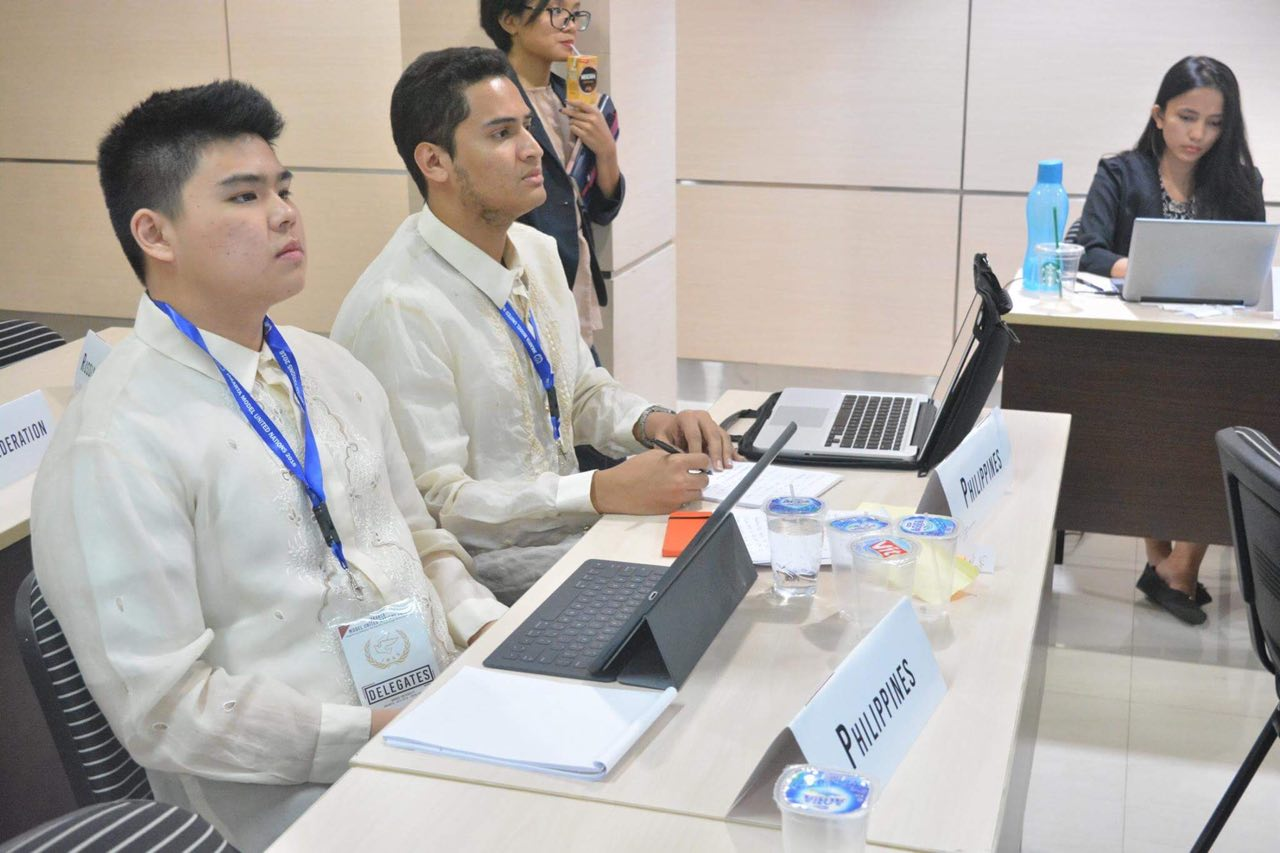
Delegați care participă la o sesiune a unui comitet din MUN Jakarta (JMUN) din Jakarta, Indonezia

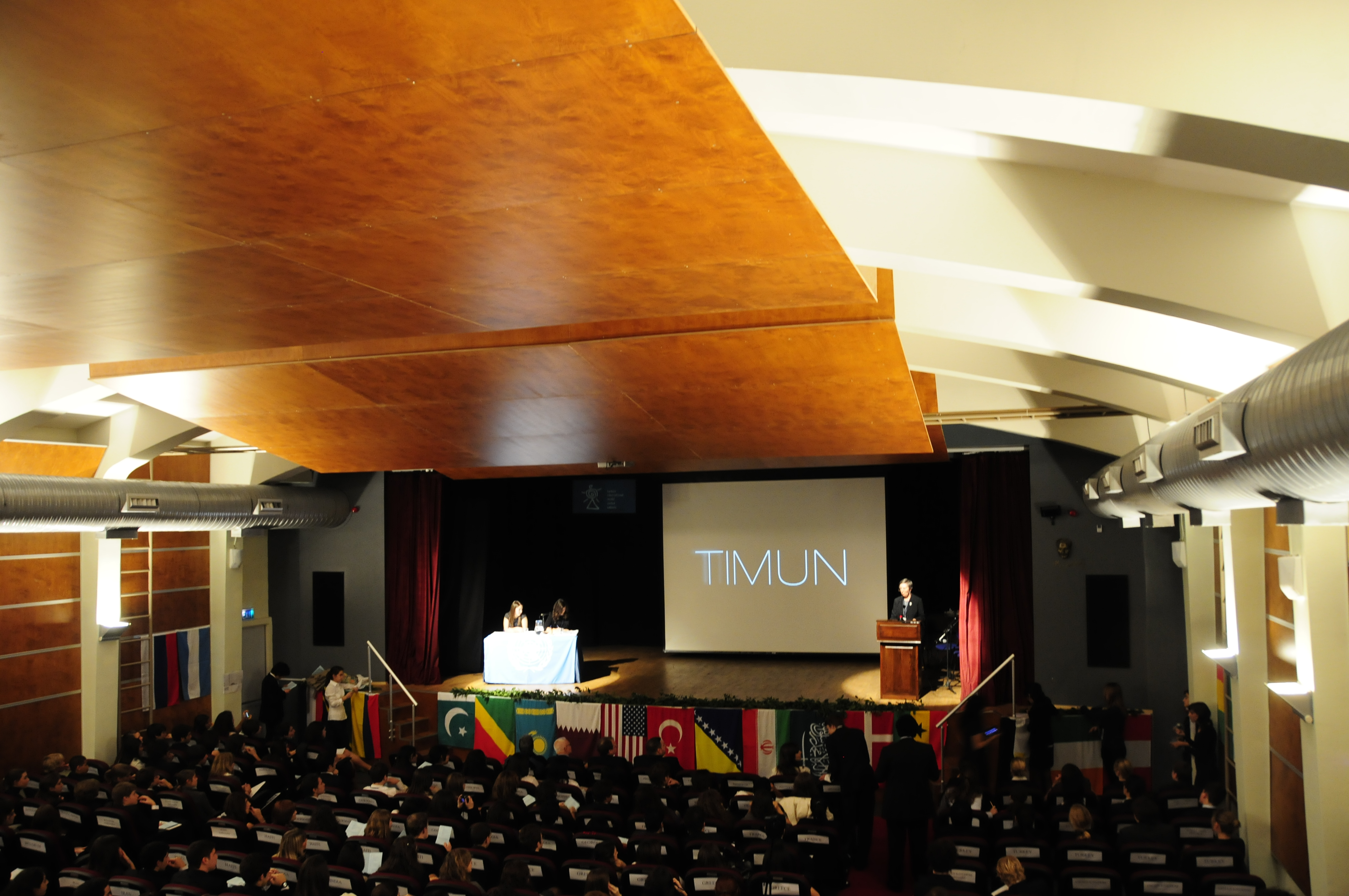
Adunarea generală a conferinței la Turkish International Model United pagal din Istanbul, Turcia

Un Model al Organizației Națiunilor Unite, cunoscut și sub numele de Model ONU sau MUN (din engleză Model United Nations, pronunțat în engleză [e-mĭu-en], în limba română [mun]), este o simulare educațională și/sau o activitate academică în care elevii pot învăța despre diplomație, relații internaționale și Organizația Națiunilor Unite. Activitățile MUN îi implică în mod activ pe participanți și îi învață să vorbească, să dezbată și să scrie, dezvoltându-le gândirea critică, abilitățile de lucru în echipă și abilitățile de conducere.  Deși elevii participă de obicei la activitățile MUN în afara programului școlar, există și școli care oferă modelele ONU ca materie. Programul dorește să implice elevii în activități educaționale și să le permită să își dezvolte o înțelegere mai profundă asupra problemelor actuale ale lumii.
Participanții la modelele Organizației Națiunilor Unite, denumiți delegați, sunt plasați în comitete și le sunt repartizate țări pe care să le reprezinte, sau ocazional, alte organizații sau figuri politice, caz în care aceștia vor reprezenta membri ai acestei entități. Elevilor li se comunică ce țară au de reprezentat, dar și subiectul despre care aceștia vor discuta în cadrul comitetului, anterior competiției. Delegații desfășoară activități de cercetare asupra țării și subiectului lor înainte de conferințele propriu-zise și își formulează poziții asupra subiectului pe care apoi le vor dezbate cu ceilalți delegați din comitet, rămânând pe toată durata ședinței în rolul țării pe care o reprezintă. De obicei, la sfârșitul unei conferințe, delegaților și delegațiilor care au avut cele mai bune interpretări din fiecare comitet le sunt acordate premii. 
Participanții la modelele ONU sunt elevi și studenți, împărțiți pe niveluri: școală gimnazială, liceu și universitate, majoritatea conferințelor fiind dedicate doar unuia dintre aceste trei niveluri (cele mai frecvente fiind conferințele de liceu și universitate). Delegații participă de obicei la conferințe împreună într-o singură delegație trimisă de către cluburile modelelor ONU de la școlile sau universitățile lor, deși unii delegați participă la conferințe în mod independent.

## Istorie
Modelele ONU au început ca o serie de simulări ale conferințelor Ligii Națiunilor realizate de studenți. Se crede că primele conferințe după modelul Ligii Națiunilor au avut loc în anii 1920, înainte de a se face trecerea la modelele ONU, după formarea în 1945 a organizației succesoare a Ligii, Organizația Națiunilor Unite. Astăzi, unele conferințe modele ONU includ și simulări ale Ligii Națiunilor printre ofertele lor de comitete. 
Prima conferință înregistrată după modelul Organizației Națiunilor Unite a fost la Colegiul Swarthmore pe 5 aprilie 1947. Peste 150 de elevi din peste 41 de colegii au participat. Delegații au simulat o Adunare Generală și au recomandat statelor membre „să stabilească un control internațional asupra dezvoltării energiei atomice”, „să încheie un tratat privind dezarmarea țărilor”, „să adopte un sistem uniform de oferire a cetățeniei pentru refugiați”, ca ONU să își modifice carta pentru a adopta o definiție a agresiunii și ca națiunile „să promoveze reconstrucția zonelor devastate prin asistență economică prin ONU”.
Un alt model istoric al Organizației Națiunilor Unite a avut loc la Universitatea St. Lawrence în perioada 11-13 februarie 1949. Acesta a fost inițiat de Dr. Harry Reiff, șeful Departamentului de Istorie și Guvern, cu ajutorul colegului său Otto L. George. Dr. Reiff a fost consultant tehnic în cadrul delegației Statelor Unite la Conferința de la San Francisco din 1945 (unde a fost scrisă Carta ONU) și la Conferința Organizației Națiunilor Unite de la Londra din 1945-1946 (unde a fost înființată ONU). Modelul ONU din 1949, de la Universitatea St. Lawrence, a avut și delegați din colegii și universități regionale, inclusiv de la colegiile Adelphi, Alfred, Champlain, Clarkson, McGill, Middlebury, Potsdam, St. Michael și Vermont. Conferința a continuat anual timp de mulți ani la St. Lawrence  și a fost reinițiată recent în cadrul universității. Alte modele ale Conferinței Națiunilor Unite au fost dezvoltate mai târziu la Berkeley și Harvard, precum și în multe alte colegii și universități. 
În 1987, câțiva studenți americani au fondat TEIMUN la Haga. În ultimele decenii, modelele ONU s-au extins în Asia de Est și de Sud, Orientul Mijlociu, Europa, Africa de Nord și Africa sub-sahariană. Alți organizatori principali ai conferințelor, cum ar fi Indian International Model United Nations, Harvard și THIMUN realizează conferințe suplimentare în aceste regiuni pentru a răspunde cererii în creștere. Modelul Organizației Națiunilor Unite al Ivy League, de la Universitatea din Pennsylvania, găzduiește conferințe pentru delegații de liceu din India și China.

## Proceduri

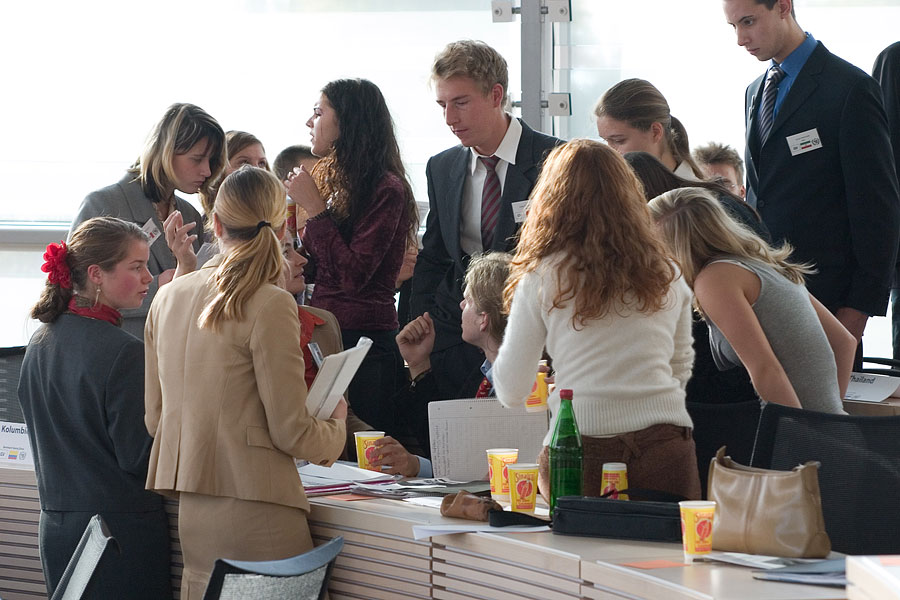
Delegați care negociază în timpul unei întruniri nemoderate

În scopul de a menține decența, majoritatea modelelor de comitete ale ONU utilizează procedura parlamentară derivată din regulile de ordine ale lui Robert. Cu toate acestea, majoritatea comitetelor de criză renunță la formalitatea procedurii parlamentare, pentru a asigura o funcționare mai ușoară. În plus, recent, Organizația Națiunilor Unite a realizat eforturi pentru a introduce noi reguli de procedură ale modelelor ONU, care sunt mai strâns aliniate cu cele ale ONU. Deoarece nu există un organism de conducere pentru MUN, fiecare conferință diferă în regulament și manieră de procedură. Următoarele reguli de procedură se aplică în general pentru MUN, dar nu se aplică fiecăruia în mod necesar: 
Modelele ONU sunt gestionate de un grup de administratori cunoscut sub numele de secretariat. Un secretariat este condus de un secretar general. Fiecare comitet are, de obicei, un președinte (cunoscut și ca moderator sau director), un membru al departamentului academic al secretariatului, care aplică regulamentul de procedură și supraveghează progresul dezbaterii în cadrul comitetului. Un delegat poate solicita comitetului în ansamblu să efectueze o anumită acțiune; aceasta este cunoscută ca o moțiune. Documentele care vizează abordarea problemei cu care se confruntă comitetul sunt cunoscute sub denumirea de rezoluții și sunt votate, în cazul în care sunt considerate acceptabile de către președinția comitetului.
Comitetele modelelor ONU pot fi împărțite în trei tipuri de sesiuni generale: dezbaterea formală, întrunirea prezidată și întrunirea neprezidată. Într-o dezbatere formală, personalul menține o listă a celor care doresc să vorbească, iar delegații vorbesc pe rând, respectând ordinea scrisă pe acea listă. Delegații pot cere să fie adăugați la listă prin ridicarea pancartelor sau prin trimiterea unei note către președinte. În timpul dezbaterii formale, delegații vorbesc către întreaga comisie. Ei vorbesc, răspund la întrebări și dezbat cu privire la rezoluții și amendamente. Dacă nu există alte propuneri, comisia revine în mod implicit la o dezbatere formală. Există de obicei o limită de timp. Atunci când se intră într-o întrunire prezidată, comisia intră în pauză și regulile de procedură sunt suspendate. Oricine poate vorbi atâta timp cât este recunoscut de către președinte. Pentru a începe o întrunire prezidată este necesar votul asupra unei moțiuni. Există o limită de timp relativ mai scurtă pentru fiecare discurs decât în dezbaterea formală. Într-o întrunire neprezidată, delegații se întâlnesc neoficial cu alți delegați și cu personalul pentru discuții.
Rezoluțiile stau la baza tuturor dezbaterilor. Acestea sunt considerate rezultatele finale ale conversațiilor, scrierilor și negocierilor. Rezoluțiile trebuie să treacă printr-un proiect inițial, aprobarea de către președinție și dezbaterea și modificarea ulterioară.

## Aspecte academice
Participarea la modelele ONU este menită să promoveze abilitățile de negociere, vorbire și comunicare. În plus, comitetele de criză, care se ocupă de scenariile de criză care pot fi contemporane sau istorice, pot dezvolta abilități de conducere și abilitatea de a se adapta și de a face față unor situații neașteptate. Chestiunile materiale ale diplomației și politicii sunt abordate, de asemenea, printr-un proces cvasi-academic. În pregătirea pentru o conferință, subiectele sunt alese pentru fiecare comitet și, de regulă, ghidurile de cercetare și de cadru (numite Ghiduri de studiu) sunt puse la dispoziție de organizatorii unei conferințe pentru fiecare comitet. Delegații din fiecare comitet ar trebui, în general, să pre-formuleze poziția țării sau a grupului pe care îl reprezintă pe baza acestor ghiduri de cadru și să prezinte rezultatul acestei pregătiri comitetului lor ca fiind așa-numitul Document de poziție (denumit în engleză Position Paper). Scopul acestei proceduri este de a familiariza delegații cu subiectele de bază ale dezbaterii, de a încuraja cercetarea și scrierea academică și de a permite pregătirea substanțială a conferințelor. 
Deși există mai multe ghiduri privind tehnicile de scriere a documentelor de poziție, inclusiv șabloane și exemple,  niciuna dintre conferințe nu își publică Ghidurile de studiu, documentele de poziție sau rezoluțiile. În prezent, este disponibilă numai o singură bază de date care conține documente de poziție, cu acces pe bază de abonament. MUN nu dorește să dezbată natura unei întrebări, să dovedească fapte cercetate științific ori să susțină o agendă de politică externă, ci să oferă soluții pe care fiecare națiune și om le pot încerca și urma pentru a rezolva crize și a își uni forțele pentru a menține pacea și securitatea internațională. Aceasta este diferența dintre parlament și ONU, distingând lupta de putere de către diplomație. 

## Limbile

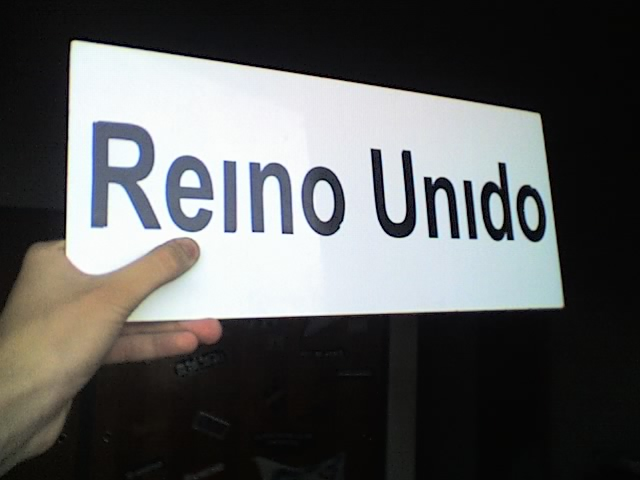
Pancartă pentru Regatul Unit în limba spaniolă la modelul internațional Organizația Națiunilor Unite din Buenos Aires (MINUBA), în Argentina

În mod tradițional, engleza a fost limba oficială și de conversație a majorității conferințelor, dar, întrucât modelele ONU au devenit populare în întreaga lume, iar conferințele din țări precum Statele Unite au căutat să se adreseze minorităților sub-reprezentate (cum ar fi cele spaniole), au devenit comune comitetele care folosesc alte limbi decât limba engleză sau care sunt bilingve. Trebuie remarcat însă că acest fenomen încă nu este încă de amploare, mai ales în Statele Unite, unde majoritatea comitetelor  bilingve sau spaniole se găsesc la conferințe găzduite în Puerto Rico sau în sud, în afară de Spania. 

## Ținută
Aproape toate conferințele model ONU le cer delegaților să poarte haine formale (sacou și cravată), deoarece îmbrăcarea profesionistă este o modalitate importantă de a arăta respectul pentru națiunea, organizația sau individul pe care îl reprezintă delegatul, precum și pentru restul comitetului.

## Comitetele
În timp ce conferințele model ONU simulează de obicei organismele Organizației Națiunilor Unite, există și comitete care simulează activitatea Uniunii Europene, cabinete guvernamentale și organisme regionale, cum ar fi ASEAN, precum și consilii corporative, ONG-uri sau așa-numitele Corpuri de presă sau comitete fictive. Un exemplu pentru un astfel de comitet special care nu are un echivalent în structura Organizației Națiunilor Unite și care se ocupă de o criză, este cunoscut drept „Comitet de criză”.  În acest comitet, o situație de criză este prezentată unor echipe de elevi, iar aceștia trebuie să vină cu soluții. Comitetul de criză se axează în mod tradițional pe un eveniment istoric unic, dar recent s-au folosit și evenimente curente și viitoare. Evenimentul poate fi fictiv sau non-fictiv. 

## Organizare
Conferințele după modelul Organizației Națiunilor Unite sunt, de obicei, organizate de cluburi de liceu sau cluburi din colegii.

## Modelele ONU pe regiune și țară
Deși modelul ONU își are originea în Statele Unite, cluburile și conferințele MUN nu sunt prezente doar în acea țară. Mai degrabă, la fel ca ONU, conferințele se găsesc în țări din întreaga lume. Deoarece modelul ONU este descentralizat și s-a dezvoltat autonom în întreaga lume, există diferențe semnificative între regiuni în ceea ce privește modul în care MUN se realizează.

### Europa

#### Danemarca
MUN este relativ popular în Danemarca, cu conferințe atât la nivel liceal, cât și universitar. A fost introdus pentru prima oară în 2003, iar de atunci s-a răspândit, ajungând la 3 conferințe majore la nivel de liceu cu cel puțin 400 de participanți la fiecare conferință, BIGMUN fiind cea mai mare conferință din Scandinavia.

#### Spania
MUN a devenit popular în Spania la începutul acestui deceniu, orașul cu cele mai multe conferințe găzduite fiind Madrid. Una dintre ele este modelul internațional Complutense al Organizației Națiunilor Unite (COMPIMUN) Arhivat în 24 iunie 2021, la Wayback Machine., care va include pentru cea de-a treia ediție a sa alte organizații internaționale, cum ar fi Dialogul de cooperare din Asia sau 9-11, în afară de comitetele tradiționale legate de ONU. 

#### Țările de Jos
Cea mai mare conferință din Țările de Jos este conferința internațională Modelul Organizației Națiunilor Unite din Haga (THIMUN), care cuprinde peste 3500 de participanți provenind din aproximativ 200 de școli și 100 de țări diferite. Deși nu se află în apropierea sediului Organizației Națiunilor Unite din New York, este unul dintre pionierii conferințelor modelului Organizației Națiunilor Unite din lume, deoarece a fost fondat în 1968 și situat în orașul Curții Internaționale de Justiție (ICJ) din Haga. O întreagă rețea de conferințe este marcată de afilierea lor la THIMUN, o etichetă care descrie în principiu universalitatea procedurilor care guvernează conferința și o fac parte din fundația recunoscută de ONU. În 1995, Fundația THIMUN a fost acreditată ca Organizație Non-guvernamentală (ONG) asociată Departamentului pentru Informații Publice al Națiunilor Unite. De asemenea, THIMUN și-a înființat propria rețea de conferințe pe parcursul timpului: THIMUN Qatar, THIMUN Singapore, THIMUN Online MUN (O-MUN) și THIMUN America Latină, care au fost înființate în 2005. Cea de-a doua și a treia cea mai mare conferință mondială a Țărilor de Jos sunt MUNISH (Modelul Organizației Națiunilor Unite la Școala Internațională din Haga) și HMUN (Haarlem Model United Nations). Există, de asemenea, Modelul Internațional European ONU TEIMUN, care a fost fondat în 1987 și este cel mai vechi model universitar ONU din Europa. 

#### Turcia
În Turcia, conferințele modelului Organizației Națiunilor Unite sunt în cea mai mare parte deținute de cluburi universitare nonprofit. Istanbul găzduiește mai multe conferințe decât toate celelalte orașe turce combinate. Clubul Modelul Națiunilor Unite Yeditepe, cel mai vechi și unul dintre cele mai populare cluburi din Turcia, ține trei conferințe diferite: Conferința Yeditepe după modelul Organizației Națiunilor Unite pentru Dezvoltare și pregătire Arhivat în 8 august 2020, la Wayback Machine., Justinianus Moot Courts Arhivat în 11 septembrie 2019, la Wayback Machine., și Conferința Modelului Organizației Națiunilor Unite de la Istanbul (MUNIST) Arhivat în 5 august 2018, la Wayback Machine. . De asemenea, Conferința Modelului ONU a Universității Koç (KUMUN)  Arhivat în 28 ianuarie 2019, la Wayback Machine., Conferința Modelului ONU a Universității Kadir Has (HASMUN) , împreună cu conferința de instruire a Conferința de instruire a Modelului ONU a Universității Kadir Has (HASTRAIN), Conferința Modelului ONU a Universității de Economie Izmir (ECOMUN) , alături de conferința de instruire, conferința de pregătire a Universității de Economie Izmir (EcoTRAIN) sunt cele mai calificate conferințe din Turcia. Aceste conferințe simulează nu numai comitetele Adunării Generale, ci și Comitetele mixte de criză, Comitetele futuriste, ficționale și istorice. 

#### Regatul Unit
Există un număr foarte mare de conferințe ale Organizației Națiunilor Unite, atât la nivelul Universității, cât și la nivelul de liceu în Regatul Unit. Aproape fiecare universitate care are o societate MUN ține o conferință anuală, de o mărime variabilă, Cea mai mare și mai prestigioasă este Modelul Organizației Națiunilor Unite din Londra - atât de mult încât un film a fost realizat despre ea (Gemenele cuceresc orașul, în engleză Winning London), urmat de CUIMUN găzduit în Cambridge și OxiMUN în Oxford. Cu toate acestea, în ultimii ani, conferințele precum YorkMUN și ScotMUN din Edinburgh au devenit populare în rândul delegațiilor din Regatul Unit. Circuitul MUN din Marea Britanie nu este foarte bine integrat în circuitul european, majoritatea delegațiilor britanice netrecând frontierele internaționale pentru a ajunge la conferințele europene, iar delegațiile străine la conferințele din Marea Britanie (în afara celor trei principale) fiind rarități, dar recent conferințele europene au început să recruteze personal pentru președinția comitetelor din Marea Britanie. 

### Asia și Pacific

#### Afganistan
Modelul Organizației Națiunilor Unite din Kabul a fost înființat la Kabul în 2014. Obiectivele sunt de a aduce persoane tinere și din ambele sexe împreună pentru a discuta problemele globale și a promova diplomația, drepturile omului, consolidarea păcii și bunăstarea socială. Participanții sunt studenți de până la vârsta de 30 de ani. Ei provin din patru sau cinci provincii din Afghanistan pentru a dezvolta abilități de gândire critică și vorbire publică. Modelul internațional Pamir al Națiunilor Unite (PIMUN) a fost înființat în octombrie 2016. 

#### Australia
Conferințele după modelul Națiunilor Unite din Australia sunt, de obicei, separate pe nivelurile terțiar și liceal. La nivel de liceu, marea majoritate a evenimentelor după modelul Națiunilor Unite sunt organizate de diferitele filiale de stat și teritoriu ale ONU Youth Australia, sau de numeroșii parteneri ai Rotary Australia. Evenimentele pentru ciclul terțiar, care se întind de obicei peste trei sau patru zile, au loc în mai multe state australiene și sunt programate să coincidă cu perioadele de vacanță în semestrele terțiare, cele mai importante trei fiind VicMUN, NCMUN și SydMUN. 

#### Bangladesh
Modelul Națiunilor Unite este practicat în Bangladesh din 2002, când a avut loc pentru prima dată Modelul Națiunilor Unite pentru Combaterea Terorismului - Modelul Națiunilor Unite din Bangladesh. De atunci, în țară au avut loc numeroase conferințe model ale Națiunilor Unite. Dar conceptul de MUN a devenit unul popular în Bangladesh din 2013. 
Asociația Națiunilor Unite pentru Tineret și Studenți din Bangladesh (UNYSAB) a înființat MUN în Bangladesh. Conferințele modelului Națiunilor Unite din Bangladesh includ: Bangladesh International Model United Nations 2012; Dhaka+20, Brainwiz MUN 2013 și UNYSAB MUN 2014, organizate de UNYSAB. Conferințe cu un număr mult mai mare au fost organizate de UNYSAB atunci când au organizat sesiunea a șaptea a modelului Națiunilor Unite din Bangladesh (BANMUN), în iunie 2015, cu peste 560 de delegați  și Sesiunea a doua a modelului internațional din Bangladesh (BIMUN), în noiembrie 2015, cu peste 850 delegați, cel mai mare număr de delegați din istoria Bangladeshului. 
MUN din Bangladesh a crescut rapid după formarea în 2011 a primului club universitar MUN din țară — MUN Universitatea Dhaka, iar prima conferință a MUN-ului Universității Dhaka (DUNMUN) a avut loc în 2012. Cea mai mare marcă de modeluri ONU din India, Indian International Model United Nations și-a desfășurat o conferință la Dhaka în Februarie 2016.   

#### China
Modelul Națiunilor Unite a ajuns pentru prima dată în China în 1995, când elita Universității de Afaceri Externe din China a ținut prima conferință universitară a modelului ONU. Ajuns în liceele chineze în 2005, modelul ONU s-a extins rapid. Studenții de la Universitatea Peking (PKU) au organizat prima conferință națională model ONU pentru elevii de liceu din China după ce au participat la HMUN-ul Harvard. Conferința PKU a fost susținută inițial de UNA-SUA, însă sprijinul a fost retras în 2010 din cauza Marii Recesiuni. 
Între 2005 și 2010, conferințele naționale model ONU, precum cele organizate de PKU și universitatea rivală Fudan din Shanghai, au atras cei mai buni elevi de liceu din întreaga țară, care au concurat pentru spații limitate. De-a lungul timpului, conferințele naționale mai puțin cunoscute, precum și conferințele regionale și chiar locale pentru elevii de liceu, au început să se dezvolte și să se răspândească treptat în orașele de dincolo de Beijing și Shanghai.

Majoritatea conferințelor model ONU din China sunt organizate prin întreprinderi private sau academice, cu toate acestea au apărut recent unele MUN-uri afiliate guvernului și recent, conferințele neoficiale organizate de studenți au început să domine scena MUN chineză.

#### India
În 1996, Cathedral Model United Nations a fost găzduit de către școala The Cathedral and John Connon School din Mumbai. De atunci, școlile și universitățile din India au început să ofere modelurile ONU ca activități opționale pentru elevi și studenți.
În 2011 a fost creat Modelul Națiunilor Unite (VHMUN) Arhivat în 26 septembrie 2018, la Wayback Machine. al Grupul de Școli VIBGYOR. Această simulare este organizată de elevii în fiecare an. 
În 2016, pe 24, 25 și 26 septembrie, The Sri Sri Academy din Calcutta a organizat primul său model ONU, SSMUN.
În 2017, pe 11 și 12 November, Symbiosis International School din Pune a găzduit ediția inaugurală a conferinței sale model ONU organizată integral de elevi, SymbiMUN. Fondatorul și secretarul general al conferinței, Siddharth Baphna, împreună cu echipa sa organizatorică de elevi de la școala Symbiosis a colaborat cu organizația educațională nonprofit Teach for India pentru a pregăti și sponsoriza douăzeci de elevi defavorizați să participe. Aceștia au donat toate câștigurile provenite din eveniment către organizația Teach for India, și plănuiesc să se extindă și să ofere pe viitor mai multor copii defavorizați oportunitatea de a participa la conferințele model ONU.
În același an, în 2017, a fost fondată o conferință model UN particulară denumită Backslash Model United Nations.
În 2018, Siliguri Model United Nations și-a organizat conferința inaugurală, în colaborare cu Națiunile Unite. 
În 2018, a fost fondată o conferință model ONU cu scopul de a ajuta părțile defavorizate ale societății, denumit Modelul Social Națiunile Unite (TSMUN) 
În 2018, a avut loc conferința BMVB Model Națiunilor Unite (BMVB MUN) în colaborare cu societatea Servants of the People.

#### Japonia

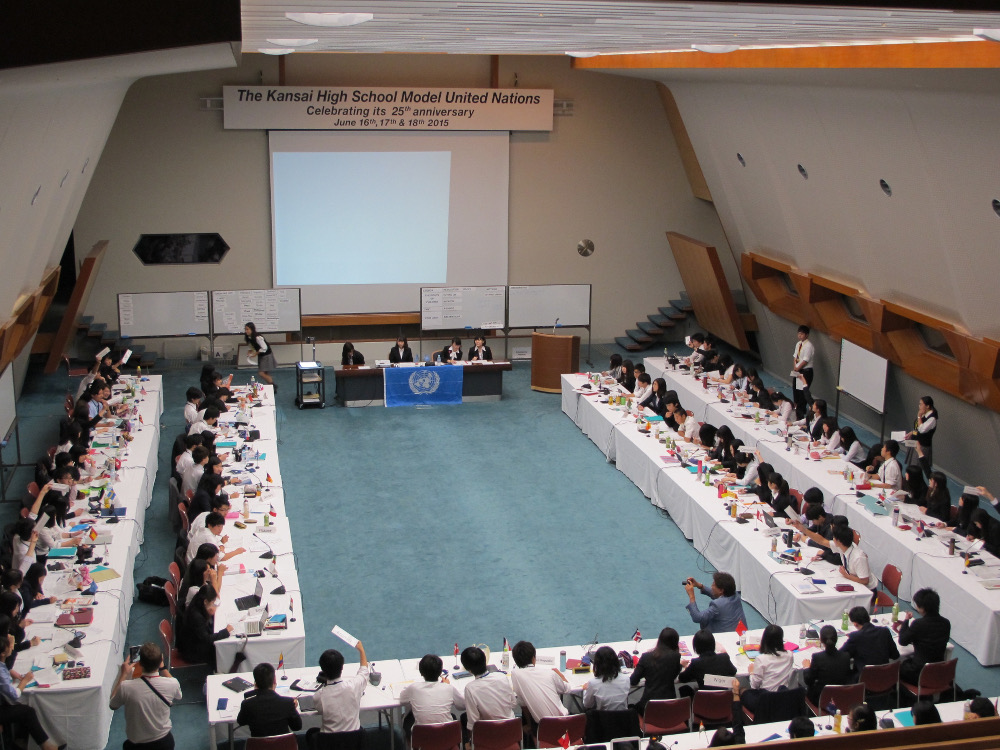
Adunarea generală a modelului Națiunilor Unite Kansai pentru liceu la Centrul Internațional de Conferințe Kyoto din Kyoto, Japonia.

Se crede că Kansai High School Model United Nations (KHSMUN) este prima conferință organizată de tip MUN destinată elevilor de liceu care învață limba engleză ca limbă străină (EFL). Prima conferință a avut loc în 1990 ca proiect pentru elevii din anul III la cursul de studii internaționale și culturale al liceului Kyoto Gaidai Nishi. Această conferință a a inclus 40 de studenți ai liceului Kyoto Gaidai Nishi și 13 elevi de la Liceul Internațional Kansai din Toyonaka, Osaka. Conferința de două zile, care a avut loc la Universitatea de Studii Străine din Kyoto, a simulat Comisia pentru drepturile omului și a dezbătut punctul de ordine al agendei privind conflictul dintre Israel și Palestina. Conferința a continuat ca o adunare anuală a elevilor de liceu care studiază EFL în Japonia. Spre deosebire de majoritatea altor evenimente MUN din întreaga lume, Kansai High School Model United Nations este un eveniment MUN necompetitiv.
| An   | Agenda conferinței                               |
| ---- | ------------------------------------------------ |
| 2013 | Apa pentru viață                                 |
| 2014 | Siguranța alimentară globală                     |
| 2015 | Drepturile copilului                             |
| 2016 | Protejarea drepturilor refugiaților              |
| 2017 | Reducerea inegalității prin dezvoltarea durabilă |
| 2018 | Impactul schimbărilor climatice asupra copiilor  |

#### Coreea de sud
Cea mai mare conferință MUN din Coreea de sud este Conferința Modelului Națiunilor Unite din Seul (SEOMUN), care include sute de participanți din întreaga lume. Aceasta se desfășoară anual din 1997. Responsabilitatea de găzduire se rotește între trei școli internaționale din Coreea: Școala Internațională Coreeană, Școala Internațională din Seul și Școala Străină din Seul. Conferința are loc de obicei la Coex Mall din districtul Gangnam, Seul. 
| An   | Agenda conferinței                      |
| ---- | --------------------------------------- |
| 2015 | Libertatea de frică                     |
| 2016 | Îmbrățișarea diversității               |
| 2017 | Populism global și identitate națională |
| 2018 | Pericolele indiferenței                 |

#### Taiwan
Cea mai mare conferință MUN din Taiwan este Conferința Pan Asia MUN (PAMUN), care este organizată de Universitatea Națională din Taiwan; de asemenea, PAMUN este recunoscută pe scară largă ca fiind cea mai internațională conferință MUN din Taiwan. Există, de asemenea, unele conferințe MUN regionale, cum ar fi Taiwan Model United Nation (TWMUN), organizată de Universitatea Națională Tsing Hua (NTHU) și Universitatea Națională Chiao Tung (NCTU), Taipei Model United Nation (TMUN), susținută de Universitatea Națională Chenchi (NCCU), și Phoenix MUN susținut de Universitatea Națională Cheng Kong (NCKU). Spre deosebire de China, engleza este limba oficială obișnuită a MUN în Taiwan, cu excepția unor comitete speciale care folosesc chineza ca limbă oficială. Există, de asemenea, conferințe pentru elevii de liceu din Taiwan, cum ar fi Taiwan Model United Nation (TAIMUN), găzduit de American School in Taichung, South Taiwan Model United Nation (STMUN), care este găzduită de Kaohsiung American School și I-Shou International School. În 2017, New Taipei City Model United Nations (NTCMUN) a avut loc în New Taipei City. Cu resursele și susținerea administrației locale, participanților li se permite să participe gratuit; în plus, se oferă echipamente de traducere simultană pentru a ajuta participanții să înțeleagă mai bine procesul. A doua sesiune a NTCMUN s-a lansat în august 2018.

#### Tailanda
MUN în Thailanda este de obicei găzduit de școlile și universitățile internaționale din Thailanda. Bangkok Patana School, Concordian International School, Ekamai International School, Harrow International School, International Seaboard Eastern School, NIST International School, Chulalongkorn University și Thammasat University au găzduit toate conferințele model ale Națiunilor Unite. Aceste conferințe sunt de obicei separate în nivel universitar și liceu. Conferințele model ale Organizației Națiunilor Unite sunt conduse de școală sau clubul universitar, cu îndrumări ale consilierilor lor. Există, de asemenea, conferințe precum ThaiMUN și APMUN, ambele fiind mai mari decât cele găzduite de Școala Internațională și de universitate. APMUN a fost găzduită de Ambasada Regală a Thailandei în perioada 20-24 septembrie 2012. Spre deosebire de alte conferințe model ale Națiunilor Unite, APMUN și ThaiMUN sunt conferințe de 3-4 zile, în timp ce alte conferințe model ale Națiunilor Unite sunt de obicei găzduite timp de 1 zi. Conferințele ThaiModel ale Națiunilor Unite sunt găzduite de școli sau universități internaționale în fiecare an. Elevii de la mai multe școli internaționale se adună și formează un comitet gazdă. Comitetul gazdă decide unde va fi găzduit ThaiMUN în acel an. Conferințele MUN din Thailanda, spre deosebire de majoritatea conferințelor MUN din întreaga lume, nu sunt competitive și sunt destinate să ajute studenții să își îmbunătățească abilitățile academice și sociale. 

#### Pakistan
Sindh: În provincia Sindh, multe dintre modelele Națiunilor Unite au fost organizate de multe universități, organizații și institute de învățământ. 
Punjab: În provincia Punjab, multe dintre modelele Națiunilor Unite au fost organizate de multe universități, cum ar fi Universitatea de Științe a Managementului Lahore. Punjab deține de asemenea, prima academie specială pentru modele ONU din Pakistan, cunoscută sub numele de The Model UN Academy. În orașul Bahawalpur, MUN-urile sunt organizate de Școala Publică de Armată și Școala Publică Sadiq.
| Nume                                                | Abreviere | Organizator | Localizare          | Anul înființării |
| --------------------------------------------------- | --------- | --- | ------------------- | ---------------- |
| National Panchayat                                  | NP        | Tinerii democrați din Pakistan                                                                                               | Karachi             | 2017             |
| Forman Christian College Model United Nations       | FORMUN    | Colegiul Creștin Forman | Lahore              | 2015             |
| Hope Model United Nations                           | HopeMUN   | [Privat] | Karachi             | 2015             |
| Mehran UET Model United Nations                     | MUETMUN   | Universitatea de Inginerie și Tehnologie din Mehran                                                                          | Jamshoro, Hyderabad | 2015             |
| College of Business Management Model United Nations | CBMUN     | Societatea literară și de vorbit în public a IoBM                                                                            | Karachi             |                  |
| Hyderabad Model United Nations                      | HYDMUN    | Studenții din Hyderabad | Hyderabad           | 2014             |
| Model United Nations IBA Karachi                    | MUNIK     | Institutul de Administrare a Afacerilor                                                                                      | Karachi             |                  |
| Model United Nations in Guards Public College       | GPCMUN    | Colegiul Public Guards, Karachi                                                                                              | Karachi             |                  |
| Neroon Kot Model United Nations                     | NKMUN     | Mehran UET, QUEST și KYI (Cunoaște-ți importanța)                                                                            | Hyderabad           | 2015             |
| Model United Nation in LUMHS                        | MUNIL     | Universitatea de Științe Medicale și de Sănătate din Liaquat                                                                 | Hyderabad           | 2015             |
| Pauls Model United Nation                           | PAULMUN   | Liceul ST Pauls | Karachi             | 2015             |
| Karachi University Model United Nation              | KUMUN     | Universitatea din Karachi | Karachi             | 2014             |
| Bahawalpur Model United Nation                      | BMUN      | [Privat], Asim Masoom Zubair (președinte BMUN) (Ambasadorul Campusului Adunării Tineretului Națiunilor Unite), Emadudin Khan | Bahawalpur          | 2017             |
| Lahore Open Model United Nations                    | LOMUN     | Syed Sabeet Raza, Syed Mohsin Raza, Afnan Shabbir, Ahmer Shabbir, Fiza Shehzad, Zubair Ahmed                                 | Lahore              | 2014             |

#### Noua Zeelandă
Un număr mare de licee din Noua Zeelandă își desfășoară propriile evenimente MUN, iar ONU pentru tineret din Noua Zeelandă funcționează ca organizație de administrare. ONU pentru tineret organizează, de asemenea, evenimente regionale și naționale, împreună cu Aotearoa Youth Declaration, Pacific Project și delegația THIMUN din Noua Zeelandă. 

#### Singapore
Următoarele sunt Conferințele Model Națiunilor Unite, Conferințele Model ASEAN și alte conferințe diplomatice model organizate la Singapore, împreună cu anul organizării. 
- SIMUN Singapore Model United Nations la Singapore French School[78]
- Raffles Model United Nations Conference 2019[79]
- Dunman High Model ASEAN Plus Summit 2019[80]
- National Public School International Model United Nations 2019[81]
- Hwa Chong Conflict Resolution and Inquiry 2019[82]
- International Model United Nations Conference / Middle Eastern Summit 2019[83]
- River Valley Model United Nations 2019[84]
- Sustainable Development Youth Convention 2019
- Nanyang Technological University Model United Nations[85]
- Singapore Chinese Girls' School Model United Nations 2019
- United Nations Association of Singapore Model United Nations Preparatory Conference 2019[86]
- Saint Joseph's Institution Model United Nations 2018[87]
- Singapore Model United Nations 2019[88]
- OnePeople.sg Model United Nations 2019[89]
- Jurong-Pioneer Junior College Model United Nations 2019

Vietnam
Ideea modelului Națiunilor Unite este relativ nouă în rândul tinerilor vietnamezi. Au existat un număr din ce în ce mai mare de astfel de conferințe, inclusiv cele pe bază de invitație precum UNISMUN, SAIMUN și multe alte cu intrare fără invitație. Aceste conferințe sunt adesea organizate de școli sau organizații conduse de studenți, cu scară și exclusivitate variabilă. Unul dintre cele mai populare conferințe model ONU din țară este Vietnam National Model United Nations (VNMUN), deschis nu numai vietnamezilor din toate părțile țării, dar și studenților internaționali care studiază în întreaga lume.

### Orientul Mijlociu
Modelul Națiunilor Unite crește în popularitate în regiune. Cea mai mare conferință din regiune a avut loc în Doha, Qatar, care are loc în fiecare ianuarie la Qatar National Convention Center. THIMUN Qatar găzduiește în prezent peste 1500 de elevi participanți. Regiunea se mândrește cu peste 8 conferințe afiliate THIMUN în locuri precum Istanbul (MUNDP Arhivat în 22 august 2019, la Wayback Machine.) Iordania (AMMUN), Dubai (DIAMUN), Bahrain (BayMUN), Cairo (CIMUN și MUN MIU) și Doha (DCMUN). Majoritatea țărilor din regiune găzduiesc numeroase conferințe mai mici. Regiunea are, de asemenea, propria revistă MUN regională, The Olive Branch, coeditată de THIMUN Qatar, THIMUN Online și Best Delegate. 

#### Liban
Deși conferințele MUN locale sunt populare în Liban, abia în 2017 a fost organizată o conferință internațională MUN care a făcut din BeyMUN (modelul Beirut Națiunilor Unite) prima conferință internațională MUN organizată în Liban. În primul său an, conferința a atras peste 100 de participanți din universități locale și internaționale. După succesul lui BeyMUN'16, a avut loc o a doua ediție a conferinței în 21-23 aprilie 2017. 

#### Emiratele Arabe Unite
Indian High School Model United Nations este unul dintre cele mai mari conferințe model ale Națiunilor Unite din regiune. Acesta a susținut multe conferințe, intrașcolare și internaționale în trecut. 

#### Arabia Saudită
Modelul Națiunilor Unite joacă un rol important în activitățile extrașcolare în multe școli. Școala Internațională Americană din Riyadh găzduiește o conferință anuală intra-școlară, cu o prezență semnificativă a Școlii Internaționale Britanice din Riyadh. În Școala Internațională Britanice, o ședință săptămânală se desfășoară pentru a ține o conferință model ONU și pentru a dezbate o rezoluție. 

#### Israel
Modelul ONU a devenit recent popular în Israel, organizația proMUN preluând conducerea cluburilor și conferințelor locale din țară. 

### Africa

#### Algeria
Modelul Conferinței Națiunilor Unite a fost organizat pentru prima dată în Algeria în 2014 de domnul ARIF Abdeljalil, iar până în prezent este o șansă unică pentru talentele tinerilor algerieni de a se conecta unii cu alții și de a discuta problemele mondiale, precum și posibilitatea de a participa la o educație experiențială în elaborarea de politici globale practice. 
Algeria MUN și-a sărbătorit cea de-a treia conferință anuală în decembrie 2016, care a fost organizată în 3 limbi: engleză, arabă și franceză. Profilul participantului la acest eveniment pentru tineret este acela al unui elev/student care învață în prezent, cu o vârstă cuprinsă între 16 și 29 de ani, care înțelege limba engleză și ia un rol activ în societate. 
| Tema conferinței                                                                              | Data                             | Loc   |
| --------------------------------------------------------------------------------------------- | -------------------------------- | ----- |
| Conferința MUN din Algeria, ediția I: „Împreună pentru împuternicirea tinerilor algerieni”.   | 22, 23 și 24 decembrie 2014.     | Alger |
| Conferința MUN din Algeria Ediția a II-a: „Împreună pentru investiții în tineretul algerian”. | 27, 28, 29 și 30 decembrie 2015. | Alger |
| Conferința MUN din Algeria Ediția a III-a: „Tineret pentru pace și dezvoltare”.               | 24, 25, 26 și 27 decembrie 2016. | Alger |

#### Tunisia
Conferințele în Tunisia se organizează mai ales în Tunis și sunt de obicei sponsorizate de Tunisian International Model United Nations (TIMUN). Cea mai cunoscută conferință din Tunisia este Grande Simulation annuelle du TIMUN din Tunis, care găzduiește peste 300 de delegați. Aceste conferințe sunt de obicei găzduite de cele mai mari universități naționale. De la a 6-a ediție, Grande Simulation annuelle se află sub patronajul ministrului tunisian al afacerilor externe și primește miniștrii și diplomații din Tunisia.   

#### Alte țări
Alte conferințe din Africa includ NIAMUN la Marrakech. Înființată în august 2012 de o coaliție de tineri nord-africani, NAIMUN este cea mai mare conferință model a Organizației Națiunilor Unite organizată de studenți în Africa și Orientul Mijlociu, cu 4 sub-filiale în Maroc, Tunisia, Algeria și Egipt. Formează și încurajează tinerii să abordeze probleme globale presante și îi implică în soluționarea problemelor globale. NAIMUN este o organizație non-profit care oferă o oportunitate egală tuturor tinerilor de a participa activ la o dezbatere deschisă. JoMUN la Johannesburg și IMIRAMUN, recent fondat în Windhoek, au avut loc în Benin, în Cotonou. Prima ediție a modelului Națiunilor Algeria a avut loc în decembrie 2014. Modelul Națiunilor Unite din Africa de Est (EAMUN Arhivat în 5 septembrie 2019, la Wayback Machine.) are loc la Nairobi, Kenya. De asemenea, se menționează modelul Națiunilor Unite Lagos, realizat recent la Universitatea din Lagos, în Nigeria, primul de acest fel din Africa de Vest. Conferința s-a desfășurat pentru prima dată în 2016 și se speră că va avea loc anual. Ideea a fost realizată de studenți nigerieni de la Facultatea de Drept a Universității menționate, după mai multe experiențe ale MUN Național, în special câștigând multe premii. 

### America de Sud

#### Brazilia
AMUN
Americas Model United Nations (AMUN) a fost prima conferință MUN care a avut loc în America Latină, aniversând 21 de ani de istorie în 2018 cu ediția Bring Walls Down, Build Up Connections. Limba oficială a evenimentului este engleza, fapt care a permis AMUN să primească elevi și studenți din diferite țări din întreaga lume. Modelul încearcă să se apropie cât mai mult de realitatea unui forum diplomatic multilateral, inclusiv de regulile și procedurile sale specifice. Comisiile variază cu fiecare ediție a proiectului, precum și temele abordate, printre care se numără siguranța internațională, cooperarea, drepturile omului, democrația și crimele transnaționale. Evenimentul durează cinci zile și extrapolează sfera academică, permițând experiențe interpersonale și activități culturale. Printre activitățile culturale, există un tur în jurul Brasíliei, orașul care găzduiește evenimentul și Nations Fair, în care particularitățile și obiceiurile fiecărei țări sunt prezentate de participanții reprezentanți la Conferință. 
BRAMUN - BRAMUN este o conferință care are loc anual în martie și este destinată elevilor de liceu din diferite țări din America de Sud. Conferința are loc la Costa do Sauípe din Bahia, Brazilia și și-a aniversat cea de-a șaptesprezecea ediție în 2019. BRAMUN 2019 a avut zece comisii: cinci comitete „normale”, printre care se numără Consiliul de securitate, Consiliul istoric de securitate, Comitetul politic, ECOSOC și Consiliul pentru Drepturile Omului, și cinci comisii speciale. Câteva exemple de comisii speciale sunt Cabinetul de criză al Frontului Popular Spaniol, Comisia Europeană, Curtea Internațională de Justiție și Cabinetele lui Hrușciov și Eisenhower, care vor avea subiecte comune. BRAMUN are, de asemenea, activități la care delegații să participe atunci când nu participă la comisiile respective. Aceste activități fac parte din Cupa BRAMUN, care în trecut includea fotbal, baschet, volei, concurs de cunoștințe generale, domnul și doamna BRAMUN, o vânătoare de comori și un Delegate Luau. 
SMUN - Modelul Elvețian al Națiunilor Unite - este o conferință anuală pentru elevi de liceu. Conferința este susținută de Colégio Suíço-brasileiro de Curitiba, de unde și numele „elvețian”. În fiecare an, conferința este reinventată: ediția din 2016 a avut comisii precum Comisia pentru stupefiante și Subcomisia științifică și tehnologică a COPUOS (Comitetul pentru utilizările pașnice ale spațiului cosmic), în timp ce conferința din 2017 a fost compusă integral din comitete de criză cu un comitet special numit Comitetul Direcției pentru Crize, special creat pentru proiectarea și dezvoltarea crizei. Liceele internaționale sunt invitate în fiecare an să participe, cu toate acestea, școlile pot participa voluntar. 
FAMUN - Modelul FACAMP Națiunile Unite - este un model organizat anual de FACAMP - Faculdades de Campinas, situat în orașul Campinas, São Paulo, Brazilia. Este o inițiativă multidisciplinară cu obiectivul de a simula diferite organizații internaționale, în special cele de sub umbrela organizațională a Organizației Națiunilor Unite. Pe parcursul a 5 zile, aproximativ 500 de studenți de liceu și universitate din diferite orașe braziliene discută probleme de mare relevanță internațională prin îndeplinirea rolului de șefi de stat și de guvern, miniștri și diplomați. Organizarea FAMUN urmărește orientarea abordării UN4MUN: dezvoltată de Departamentul de Informații Publice al Națiunilor Unite, abordarea propune să apropie practicile conferințelor MUN de procedurile reale ale Națiunilor Unite. Rezultatul este o concentrare asupra dezbaterii care surprinde spiritul de cooperare și procesul de a ajunge la un consens.
La nivel universitar, Modelul Națiunilor Unite a început în Peru în 2006 cu Cercul de Studii al Națiunilor Unite (CENU), o echipă de colegiu de la Universitatea Lima fondată pentru a concura la <i>Harvard National Model United Nations</i>. Această echipă a evoluat într-o organizație la scară largă, Asociația Peruviană pentru Studiul Națiunilor Unite (AENU Peru fiind acronimul său spaniol), o organizație non-guvernamentală non-profit, cu sarcina de a promova MUN în Peru și de a crea prima Delegație Națională a Peru, folosind experiența din trecut pentru a selecta cei mai buni delegați din cele mai bune universități din Peru, creând astfel echipa de dezbatere a universităților din Peru. Începând cu inugurarea noii lor mărci din 2011, echipa de dezbatere a universităților a obținut premiul „Best Large Delegation” la <i>Harvard World Model United Nations</i> 2014, care a avut loc la Bruxelles, Belgia și premiul „Best Large Delegation” la <i>Harvard National Model United Nations - Latin America</i> 2017, care a avut loc în Lima, Peru. 
În 2014, Societatea Peruană de Dezbatere a fost fondată de delegații MUN experimentați, ca o nouă alternativă pentru a concura în cadrul conferințelor ale Consiliului de Relații Internaționale de la Harvard. Începând pe scară largă în 2015, PDS a obținut premiul pentru cea mai bună delegație la <i>Harvard National Model United Nations - Latin America</i>, în trei dintre cele patru participări. Recent, echipa a devenit a doua delegație peruană care a câștigat premiul pentru cea mai bună delegație la <i>Harvard World Model United Nations</i> 2018, care a avut loc în Ciudad de Panamá, Panama. 
La nivel de liceu, MUN este o activitate extracurriculară populară din 2012, cu prima conferință de liceu Lima Model United Nations (LiMUN) 2012, urmată de modelul Villa Maria Model United Nations (VMMUN) 2015, Newton Model United Nations  (NewMUN) 2015 și Carmelitas Model United Nations, cea din urmă școală fiind gazda primei conferințe a modelului Ivy League Model United Nations Conference Peru (ILMUNC 2016). Fiecare delegație școlară găzduiește propria sa conferință, care se întinde de la capitala Lima la Cusco, Arequipa și Piura. 
În 2015, Promotora Internațională de Dezbateri - Perú (PRIDE Peru) a fost fondată ca ONG pentru crearea primei delegații inter-școlare, Școlile Unite din Peru, pentru a concura pe plan internațional. Echipa a obținut de două ori premiul pentru cea mai bună delegație internațională la Ivy League Model United Nations Conference (2016 și 2018) și la WFUNA International Model United Nations (WIMUN 2017 și 2018). 

## Participanți importanți
- Kiyotaka Akasaka, fostul secretar general pentru comunicații și informații publice al ONU[102]
- Ban Ki-moon, fost secretar general al Națiunilor Unite[103]
- Chelsea Clinton, fosta primă fiică a Statelor Unite
- Tom Donilon, fost consilier pentru securitate națională în administrația Obama[104]
- Suzan G. LeVine, ambasadorul SUA în Elveția și Liechtenstein[105]
- Willem-Alexander al Țărilor de Jos, regele Țărilor de Jos[106]
- Stephen M. Schwebel, fost judecător și președinte al Curții Internaționale de Justiție[107]
- Joel Stein, jurnalist american, fost scriitor pentru Los Angeles Times și colaborator regulat la Time[108]
- George Stephanopoulos, jurnalist de televiziune și fost consilier al președintelui american Bill Clinton[109]
- Rainn Wilson, actorul cel mai cunoscut pentru interpretarea lui Dwight Schrute în The Office NBC[110]

## Citește și
- Dille, Brian (2017). Implicarea Națiunilor Unite: o scurtă introducere în cadrul ONU . Învățarea implicării. ISBN   9780998851808 .
- Leslie, Scott A. (2004). Un ghid pentru pregătirea delegaților: un model de manual al Națiunilor Unite. Asociația Națiunilor Unite ale Statelor Unite ale Americii, ediția 2004 (octombrie 2004), copertină soft, 296 pagini. ISBN: 1-880632-71-3 ISBN   1-880632-71-3 .
- Muldoon, JP (1995). Modelul Națiunilor Unite revizuit. Simulare și jocuri, 26 (1), 27–35. doi : 10.1177 / 1046878195261003